# Джона Кусі-Асаре
Джона Кусі-Асаре (швед. Jonah Kusi-Asare; нар. 4 липня 2007) — шведський футболіст, нападник німецького клубу «Баварія».

## Клубна кар'єра

### АІК
Вихованець клубу «Броммапойкарна». 2023 року приєднався до АІКа. 28 серпня 2023 року дебютував в основному складі АІКа в матчі чемпіонату Швеції проти «Варберга», вийшовши на заміну Омару Фараджу. Таким чином у віці 16 років, 1 місяця і 24 днів став наймолодшим гравцем в історії клубу, побивши рекорд, що належав Крістіану Куаку з 2011 року. У своєму дебютному сезоні провів 4 поєдинки за АІК. 10 листопада 2023 року підписав з клубом контракт, що розрахований до літа 2026 року.

### «Баварія»
1 лютого 2024 року став гравцем німецького клубу «Баварія», підписавши багаторічний контракт. Сума трансферу становила 3,5 млн євро. 30 серпня 2024 року дебютував за резервну команду клубу в матчі Регіональної ліги «Баварія» проти «Вілцінга». 15 жовтня 2024 року англійська газета The Guardian назвала його одним з 60-ти найкращих футболістів світу 2007 року народження. 22 листопада в поєдинку проти «Байройта» забив свій перший гол у кар'єрі.
26 квітня 2025 року дебютував в основному складі «Баварії» в матчі Бундесліги проти клубу «Майнц 05», вийшовши на заміну Гаррі Кейну.

## Кар'єра в збірній
Виступав за збірні Швеції до 17 і до 19 років. В березні 2025 року отримав виклик в збірну до 21 року для участі в товариських матчах проти збірних Бельгії та Уельсу. 20 березня в поєдинку з Бельгією дебютував за молодіжну збірну Швеції. У віці 17 років і 259 днів став сьомим наймолодшим гравцем в історії молодіжної збірної Швеції, перевершивши досягнення Кіма Чельстрема.

## Особисте життя
Син колишнього ганського футболіста Джонса Кусі-Асаре, відомого виступами за шведські клуби в 2000-х роках.

## Статистика виступів
Станом на 26 квітня 2025 
| Клуб              | Сезон             | Чемпіонат                  | Чемпіонат | Чемпіонат | Кубок | Кубок | Єврокубки | Єврокубки | Інші  | Інші | Всього | Всього |
| Клуб              | Сезон             | Дивізіон                   | Матчі     | Голи      | Матчі | Голи  | Матчі     | Голи      | Матчі | Голи | Матчі  | Голи   |
| ----------------- | ----------------- | -------------------------- | --------- | --------- | ----- | ----- | --------- | --------- | ----- | ---- | ------ | ------ |
| АІК               | 2023              | Аллсвенскан                | 4         | 0         | 0     | 0     | —         | —         | —     | —    | 4      | 0      |
| Баварія II        | 2024–25           | Регіональна ліга «Баварія» | 12        | 2         | —     | —     | —         | —         | —     | —    | 12     | 2      |
| Баварія           | 2024–25           | Бундесліга                 | 1         | 0         | 0     | 0     | 0         | 0         | 0     | 0    | 1      | 0      |
| Всього за кар'єру | Всього за кар'єру | Всього за кар'єру          | 17        | 2         | 0     | 0     | 0         | 0         | 0     | 0    | 17     | 2      |

## Досягнення
«Баварія»
- Чемпіон Німеччини: 2024–25[22]
- Володар Суперкубка Німеччини: 2025